# Rhodanthe chlorocephala
Rhodanthe chlorocephala là một loài thực vật có hoa trong họ Cúc. Loài này được (Turcz.) Paul G.Wilson miêu tả khoa học đầu tiên năm 1992.